# Spermacoce abyssinica
Spermacoce abyssinica är en måreväxtart som beskrevs av Carl Ernst Otto Kuntze. Spermacoce abyssinica ingår i släktet Spermacoce och familjen måreväxter.
Artens utbredningsområde är Etiopien. Inga underarter finns listade i Catalogue of Life.